# Qingshan (Wuhan)
Qingshan (chiń. upr. 青山区; chiń. trad. 青山區; pinyin Qīngshān Qū) – dzielnica w środkowej części miasta Wuhan w prowincji Hubei w Chińskiej Republice Ludowej. Według danych z 2011 roku, liczba mieszkańców dzielnicy wynosiła 448653.